# Adrián (Fußballspieler)
Adrián (* 3. Januar 1987 in Sevilla; voller Name Adrián San Miguel del Castillo) ist ein spanischer Fußballspieler. Der Torwart steht bei Betis Sevilla in der spanischen Primera División unter Vertrag.

## Vereinskarriere
Nachdem er einige Jugendmannschaften des La Liga Teams Betis Sevilla durchlaufen hatte, machte er für die zweite Mannschaft von Betis, die zurzeit in der dritten spanischen Liga, der Segunda División B, spielt, 62 Einsätze über ganze sechs Jahre. Im Jahre 2012 gelang Adrian bei der ersten Mannschaft von Betis der Durchbruch. Er debütierte für die erste Mannschaft bei der 4:0-Auswärtsniederlage in Málaga am 29. Februar 2012. In der gesamten Saison 2012/13 verpasste er vom 6. Spieltag an kein Spiel mehr und machte mit guten Leistungen auf sich aufmerksam.
In der Sommertransferphase 2013 verpflichtete West Ham United den Spanier ablösefrei. In der ersten Saison konnte er sich gegen den Finnen Jussi Jääskeläinen im Tor der Hammers durchsetzen und wurde zur Nummer eins von Trainer Sam Allardyce. Den bisherigen Höhepunkt seiner Karriere erlebte er in der dritten Runde des FA Cups der Saison 2014/15. Im Elfmeterschießen gegen den FC Everton verwandelte er den entscheidenden Elfmeter.
Sein ursprünglich bis Sommer 2017 laufender Vertrag wurde um weitere zwei Jahre verlängert.
Mit Beginn der Saison 2017/18 musste Adrián seinen Platz im Tor an den von Manchester City ausgeliehenen Nationaltorhüter England, Joe Hart, abgeben, der dann nach der Entlassung Slaven Bilics und Einstellung des neuen Trainers David Moyes aber auf der Bank Platz nehmen musste, wodurch Adrian wieder in der Premier League zwischen den Pfosten stehen konnte. In der Saison 2018/19 unter Trainer Manuel Pellegrini musste Adrian nach der Verpflichtung des Polen Łukasz Fabiański auf der Bank Platz nehmen und kam nur noch im Pokal zum Einsatz.
Nachdem sein Vertrag bei West Ham United ausgelaufen war, unterschrieb er zur Saison 2019/20 einen Vertrag beim FC Liverpool als Ersatz für den vorherigen Zweittorhüter Simon Mignolet. Bereits am 1. Spieltag musste Adrián jedoch für den verletzten Stammtorwart Alisson eingewechselt werden. Mit Adrián gewann der FC Liverpool in der Woche darauf den UEFA Super Cup, wobei er im Elfmeterschießen den Versuch von Tammy Abraham hielt und somit seiner Mannschaft den Titel sicherte. Im Dezember 2019 konnte Adrián mit Liverpool die FIFA-Klub-Weltmeisterschaft 2019 gegen Flamengo Rio de Janeiro mit 1:0 nach Verlängerung gewinnen. In der Saison 2019/20 wurde er mit Liverpool auch Englischer Meister 2020 der Premier League. Seine Leistungen waren jedoch häufig nicht unumstritten und nachdem der vormalige dritte Torwart Caoimhín Kelleher ab Dezember 2020 Alisson gut vertreten hatte, verkündete Trainer Jürgen Klopp im März 2021, dass Adrián in der Hackordnung hinter Kelleher zurückgefallen war.
Im Juli 2024 kehrte Adrián ablösefrei zu seinem Ex-Klub Betis Sevilla zurück und unterschrieb dort einen Zweijahresvertrag.

## Titel
International
- Klub-Weltmeister: 2019 (ohne Einsatz)
- UEFA-Super-Cup-Sieger: 2019

England
- Meister: 2020
- Pokalsieger: 2022 (ohne Einsatz)
- Ligapokalsieger (2): 2022, 2024 (ohne Einsatz)
- Supercupsieger: 2022